# باشتال (تاجیکستان)
باشتال (تاجیکستان) (به لاتین: Boshtal') یک منطقهٔ مسکونی در تاجیکستان است که در ولایت سغد واقع شده‌است.